# Atticora
Atticora – rodzaj ptaków z rodziny jaskółkowatych (Hirundinidae).

## Występowanie
Rodzaj obejmuje gatunki występujące od południowego Meksyku do Ameryki Południowej.

## Morfologia
Długość ciała 12–15 cm, masa ciała 10–16 g.

## Systematyka

### Etymologia
Greckie Ατθι κορα Atthi kora – epitet jaskółki < Αττικος Attikos – Attyk, Ateńczyk; κορα kora – panna, dziewica. W ornitologii umiejscowienie słowa Attic w nazwach miejscowych i personalnych ukute było dla jaskółek i jerzyków.

### Podział systematyczny
Do rodzaju należą następujące gatunki:
- Atticora fasciata (J.F. Gmelin, 1789) – jaskółeczka białopręga
- Atticora pileata Gould, 1858 – jaskółeczka czarnogłowa
- Atticora tibialis (Cassin, 1853) – jaskółeczka mała